# Bugny
Bugny è un comune francese di 161 abitanti situato nel dipartimento del Doubs nella regione della Borgogna-Franca Contea.

La cittadina è uno degli 11 comuni rivendicati dalla Micronazione di Saugeais.

## Società

### Evoluzione demografica
Abitanti censiti